# 计明南加
计明南加（藏語：འཇིགས་མེད་རྣམ་རྒྱལ་，威利转写：'jigs med rnam rgyal，1954年12月—），男，藏族，西藏日喀则人，中华人民共和国政治人物。

## 生平
1970年3月起，历任西藏自治区白朗县杜穷区马达公社知青，整社工作组翻译、杜穷公社民办小学教师。1976年1月，调任西藏自治区白朗县中学教师。1980年9月，他到西藏大学藏文系藏文专业学习。其间，从1982年6月到1984年3月，曾被临时调到十世班禅额尔德尼身边任职。
1984年3月，他到西藏自治区政协文史办当干部。1987年12月，他升任西藏自治区政协翻译（正区级）。1993年5月，升任西藏自治区政协文史资料办公室副主任。1997年1月，升任西藏自治区政协办公厅翻译室主任。1998年5月，出任第七届西藏自治区政协提案委员会副主任（正处级）。2003年1月至2005年7月，担任第八届西藏自治区政协副秘书长。
2005年7月起，担任拉萨市人民政府副市长。
2008年，当选第十一届全国政协委员，代表少数民族界，分入第五十组。

## 家庭
父亲计晋美。